# Chapelloise
La chapelloise es un tipo de danza popular, difundida por toda Europa.

## Orígenes
Contrariamente a lo que dice una leyenda, esta danza no surgió en la ciudad de Chapelle-des-Bois. Sus orígenes se remontan a una danza sueca llamada Aleman's marsj. En los años 30 es introducida en Francia por la profesora Alick-Maud Pledge. Ya en la década de 1970 el profesor A. Dufresne comienza a enseñarla en la localidad de Chapelle-des-Bois. Habiendo sido olvidado su nombre original, la danza pasa a denominarse «chapelloise». Con este nuevo nombre alcanza una gran difusión por toda Francia y en las danzas folclóricas europeas.

## Características
De la chapelloise existen al menos tres variantes: la chapelloise en ligne, la chapelloise en ronde y el círculo circasiano.
La chapelloise en ligne se baila en Bretaña y las parejas que la bailan permanecen fijas, sin cambiar de compañero.
En la chapelloise en ronde, la más conocida hoy en día, se baila en un círculo de parejas con los hombres en el lado interior. Estos colocan su mano derecha con la izquierda de sus compañeras. Al final de la coreografía se cambian las parejas.